# Callabiana
Callabiana är en ort och kommun i provinsen Biella i regionen Piemonte, Italien. Kommunen hade 133 invånare (2018).